# Eleições estaduais de Berlim em 2011
As eleições estaduais de Berlim em 2011 foram realizadas a 18 de Setembro e, serviram para eleger os 149 deputados para o parlamento estadual.
O Partido Social-Democrata da Alemanha, apesar de ter sofrido uma ligeira queda de votos, voltou a vencer as eleições, ao conquistar 28,3% dos votos e 47 deputados.
A União Democrata-Cristã conseguiu contrariar a tendência de declínio eleitoral, tendo uma subida ligeira de votos em relação a 2006, subindo para os 23,3% dos votos e 39 deputados.
A Aliança 90/Os Verdes obteve um excelente resultado, ao obter 17,6% dos votos, uma grande subida em relação aos 13,1% obtidos em 2006.
A Esquerda, partido fruto da fusão entre o PDS e a WASG, teve um mau resultado, caindo, cerca de, 5%, ficando pelos 11,7% dos votos.
O Partido Pirata da Alemanha foi a grande sensação das eleições, ao entrar, pela primeira vez, num parlamento estadual, conquistando 8,9% dos votos e 15 deputados.
Por fim, destacar o resultado desastroso do Partido Democrático Liberal, que voltou a sair do parlamento, ficando-se pelos 1,8% dos votos.
Após as eleições, o SPD voltou a formar um governo de coligação, mas, desta vez, com a CDU, e, tendo como líder de governo, pelo terceiro mandato seguido, Klaus Wowereit.

## Resultados Oficiais
| Partido                 | Partido                              | Votos     | %     | +/-   | Deputados | +/-     |
| ----------------------- | ------------------------------------ | --------- | ----- | ----- | --------- | ------- |
|                         | Partido Social-Democrata             | 413 332   | 28,29 | 2,50  | 47 / 149  | 6       |
|                         | União Democrata-Cristã               | 341 158   | 23,35 | 2,00  | 39 / 149  | 2       |
|                         | Aliança 90/Os Verdes                 | 257 063   | 17,59 | 4,46  | 29 / 149  | 6       |
|                         | A Esquerda                           | 171 050   | 11,71 | 4,67  | 19 / 149  | 4       |
|                         | Partido Pirata                       | 130 105   | 8,90  | Novo  | 15 / 149  | Novo    |
|                         | Partido Nacional Democrático         | 31 241    | 2,14  | 0,42  | 0 / 149   | Estável |
|                         | Partido Democrático Liberal          | 26 943    | 1,84  | 5,75  | 0 / 149   | 13      |
|                         | Partido dos Direitos Animais         | 21 654    | 1,48  | 0,63  | 0 / 149   | Estável |
|                         | Movimentos dos Cidadãos Pró-Alemanha | 17 834    | 1,22  | Novo  | 0 / 149   | Novo    |
|                         | Outros                               | 50 801    | 3,48  |       | 0 / 149   |         |
| Votos Inválidos         | Votos Inválidos                      | 23 922    | 1,61  | 0,55  |           |         |
| Total                   | Total                                | 1 487 487 | 100   |       | 149 / 149 |         |
| Eleitorado/Participação | Eleitorado/Participação              | 2 469 716 | 60,23 | 2,19  |           |         |
| Fonte                   | Fonte                                | [ 3 ]     | [ 3 ] | [ 3 ] | [ 3 ]     | [ 3 ]   |

## Resultados por Zona
Os resultados referem-se a partidos que obtiveram, pelo menos, 1,0% dos votos a nível estadual:
| Zona                       | %    | %    | %    | %    | %    | %   | %   | %   | %   |
| Zona                       | SPD  | CDU  | GRÜ  | LIN  | PIR  | NPD | FDP | TIE | PRO |
| -------------------------- | ---- | ---- | ---- | ---- | ---- | --- | --- | --- | --- |
| Charlottenburg-Wilmersdorf | 31,2 | 28,2 | 21,7 | 3,6  | 7,0  | 0,8 | 3,0 | 1,2 | 0,9 |
| Friedrichshain-Kreuzberg   | 23,9 | 8,4  | 30,3 | 13,0 | 14,7 | 1,0 | 1,0 | 1,0 | 0,5 |
| Lichtenberg                | 30,9 | 12,3 | 7,6  | 29,0 | 9,3  | 3,5 | 0,9 | 1,6 | 1,8 |
| Marzahn-Hellersdorf        | 28,2 | 17,5 | 5,6  | 27,4 | 8,8  | 4,0 | 1,3 | 1,8 | 2,4 |
| Mitte                      | 28,7 | 17,9 | 22,5 | 11,0 | 10,5 | 1,4 | 1,7 | 1,3 | 0,9 |
| Neuköln                    | 27,4 | 26,7 | 17,9 | 5,6  | 9,6  | 3,1 | 1,8 | 1,7 | 1,3 |
| Pankow                     | 29,1 | 13,8 | 19,1 | 17,9 | 10,5 | 2,0 | 1,3 | 1,4 | 1,0 |
| Reinickendorf              | 28,1 | 38,4 | 13,6 | 3,3  | 6,7  | 1,9 | 2,3 | 1,6 | 1,2 |
| Spandau                    | 31,7 | 34,2 | 12,5 | 3,7  | 7,3  | 2,2 | 2,1 | 1,7 | 1,9 |
| Steglitz-Zehlendorf        | 25,1 | 36,2 | 21,1 | 3,0  | 6,4  | 1,0 | 3,0 | 1,2 | 0,9 |
| Tempelhof-Schöneberg       | 27,1 | 28,9 | 23,0 | 4,0  | 7,8  | 1,5 | 2,0 | 1,7 | 1,1 |
| Treptow-Köpenick           | 28,9 | 15,9 | 10,7 | 23,0 | 9,3  | 4,1 | 1,2 | 1,5 | 1,4 |
| Berlim Ocidental           | 27,9 | 29,5 | 20,3 | 4,3  | 8,1  | 1,6 | 2,3 | 1,5 | 1,1 |
| Berlim Leste               | 28,8 | 14,2 | 13,5 | 22,7 | 10,1 | 2,9 | 1,2 | 1,5 | 1,4 |
| Berlim                     | 28,3 | 23,4 | 17,6 | 11,7 | 8,9  | 2,1 | 1,8 | 1,5 | 1,2 |